# キャラクタ・ラージ・オブジェクト
キャラクタ・ラージ・オブジェクト（英: Character Large Object、別名:CLOB）とは、データベース管理システム(DBMS)においてキャラクタ型を格納する場合のデータ型であり、一般に表とは別の場所に格納され、表から参照されるものをいう。OracleやIBM DB2では、明示的に CLOB と呼んでおり、他のデータベースでも同様の概念が存在している。「テキスト」、「メモ」、「ロングキャラクタ」といった呼称もある。
CLOBのサイズ制限はかなり緩く、2GBかそれ以上のレベルであることが多い。容量が大きい反面、アクセス方法は制限されている。特に一部のデータベースシステムでは、CLOBに対してLIKEやSUBSTRINGといったSQL節の使用を制限している。
CLOB型のデータに対して代替のアクセス手段が提供されることが多い。CLOBからある範囲のデータを抽出したり、逆に挿入したりするといった手段がある。
CLOBの格納パターンはデータベースシステムによって異なる。常に表の外部に格納して表には参照を埋め込むものや、小さめのCLOBは表にそのまま格納するものがある（しきい値を超えた場合、格納パターンを変えて別の場所に移す）。格納パターンを設定可能なシステムもある。
CLOBは指定された文字コードのデータになっており、BLOBとは区別されている。